# Präsidentschaftswahl in Sri Lanka 2010
Die Präsidentschaftswahl in Sri Lanka fand am 26. Januar 2010 statt. Die Wahl gewann der amtierende Präsident Mahinda Rajapaksa vor seinem Hauptkontrahenten General Sarath Fonseka.

## Politischer Hintergrund
Die Wahl war die insgesamt 6. Präsidentschaftswahl seit der Unabhängigkeit des Landes 1948. Am 23. November 2009 hatte der amtierende Präsident Mahinda Rajapaksa vorgezogene Neuwahlen angekündigt. Seine 6-jährige Amtszeit wäre erst im Jahr 2011 abgelaufen. Die Verfassung Sri Lankas erlaubte es dem Präsidenten, frühestens nach dem vierten Jahr seiner Amtszeit Neuwahlen anzuberaumen, wovon der Präsident Gebrauch machte. Kandidaten-Nominierungen waren bis zum 17. Dezember 2009 möglich. Die letzten Präsidentschaftswahlen im Jahr 2005 hatte Mahinda Rajapaksa nur mit einer sehr knappen Mehrheit von 50,29 % der Stimmen gewonnen. Die separatistischen Tamil Tigers hatten damals zum Boykott der Wahl aufgerufen, und im Norden und Osten war die Wahlbeteiligung sehr gering gewesen. Die Opposition warf Rajapaksa vor, er habe die Wahl nur aufgrund dieses Wahlboykotts gewinnen können. Einer der wesentlichen Gründe, warum Rajapaksa sich fast zwei Jahre früher als notwendig zur Wahl stellte, war die für ihn relativ günstige politische Stimmung in Sri Lanka. Rajapaksa hatte es geschafft, in seiner Amtszeit einen wesentlichen politischen Erfolg auf einem Feld zu erzielen, auf dem seine drei Vorgänger gescheitert waren. Es war in seiner Amtszeit gelungen, die Tamil Tigers militärisch zu besiegen und damit den fast 26 Jahre dauernden Bürgerkrieg auf der Insel de facto zu beenden. Dies hatte ihm zumindest bei den meisten Singhalesen einen erheblichen Popularitätsgewinn eingebracht. Dieses Stimmungshoch hatte sich auch bei den Regionalwahlen in den Jahren 2008 bis 2009 gezeigt, die durch die United People’s Freedom Alliance gewonnen wurden.

## Hauptkontrahenten
Präsident Mahinda Rajapaksa wurde von der United People’s Freedom Alliance (UPFA), einer Parteienallianz, die ihren politischen Schwerpunkt im Süden des Landes hat, unterstützt. Sein hauptsächlicher Gegenkandidat war General Sarath Fonseka. Fonseka war in den Jahren 2005 bis 2009 Oberkommandierender der Armee von Sri Lanka und damit mit hauptverantwortlich für den Sieg über die Tamil Tigers. in weiten Teilen der Bevölkerung Sri Lankas wird er daher als militärische Heldenfigur gesehen. Nach dem Ende des Bürgerkriegs war es zu einer zunehmenden Distanzierung zwischen dem General und dem Präsidenten gekommen. Auf Bitten der Oppositionsparteien erklärte sich Fonseka zur Kandidatur für das Präsidentschaftsamt bereit und trat deswegen im November 2009 von seinem Militärposten zurück. Unterstützt wurde er von der New Democratic Front, einer neu formierten politischen Partei, die aus der früheren Democratic United National Front und der United National Front hervorgegangen ist. Außerdem gelang es Fonseka, obwohl ihm der Ruf eines kompromisslosen singhalesischen Nationalisten vorauseilte, im Vorfeld der Wahl die Unterstützung von vielen tamilischen und Muslim-Organisationen zu gewinnen, vor allem weil diese dem autokratischen Gebaren von Präsident Rajapaksa misstrauten. Neben Rajapaksa und Fonseka waren noch etwa 20 weitere Kandidaten zur Wahl zugelassen.

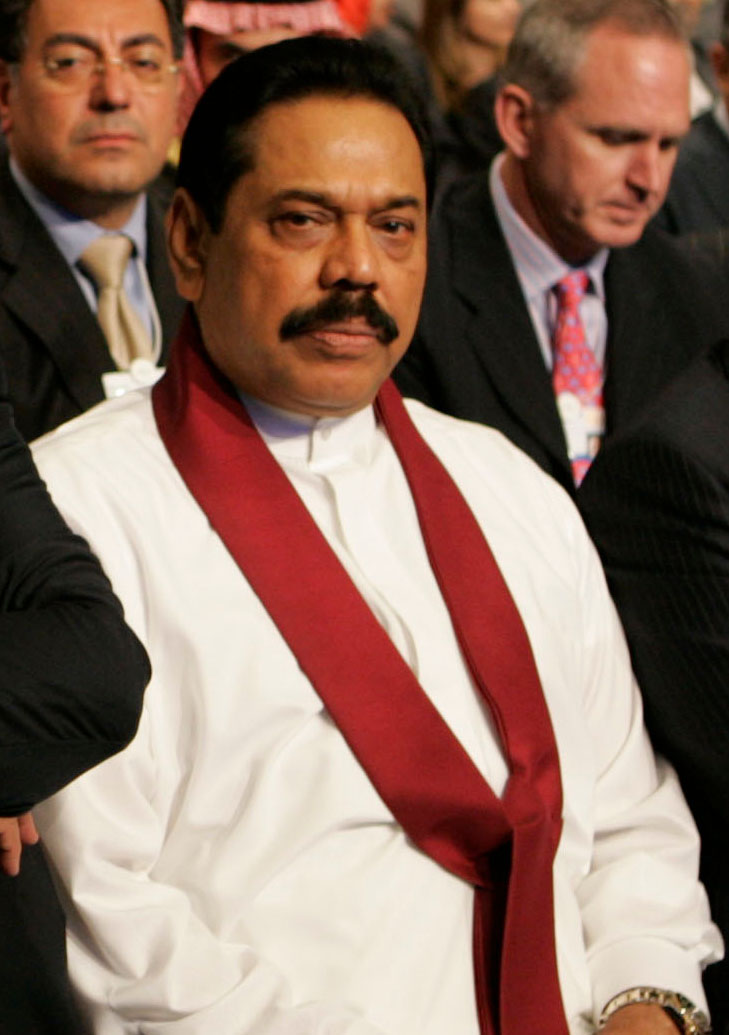
Mahinda Rajapaksa (UPFA)
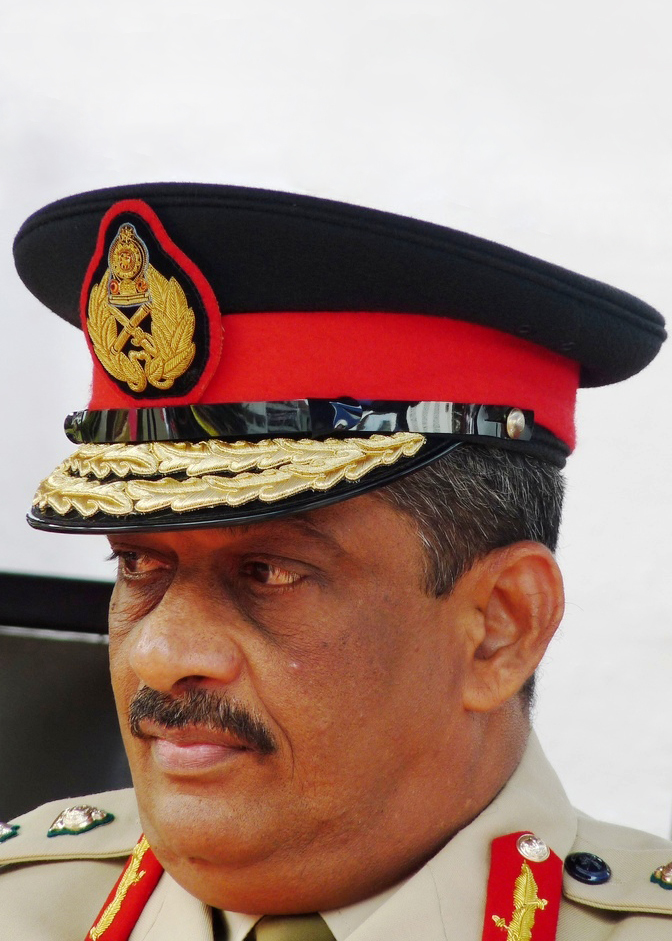
Sarath Fonseka (New Democratic Front)

## Ablauf des Wahlkampfs und der Wahl
Wahlberechtigt waren 14.088.500 registrierte Wähler. Die Stimmenabgabe erfolgte in etwa 11.000 Wahllokalen. Während des Wahlkampfs kam es zu zahlreichen gewalttätigen Ausschreitungen und Verhaftungen. Vertreter der Vereinten Nationen, der Vereinigten Staaten, und der Europäischen Union äußerten ihre Besorgnis über den Grad der Gewalttätigkeiten. Der eigentliche Wahltag verlief jedoch unter massiver Polizei- und Militärpräsenz und unter der Beobachtung von internationalen Wahlbeobachtern relativ geordnet und gewaltlos. Die unter staatlicher Kontrolle stehenden Medien berichteten überwiegend über Rajapaksas Wahlkampagne, ebenso wurden staatliche Ressourcen wie öffentliche Gebäude etc. einseitig für den Wahlkampf des Präsidenten genutzt, was von Wahlbeobachtern kritisiert wurde.

## Ergebnisse
Die Wahlbeteiligung betrug 74,5 %. 101.838 Stimmzettel waren ungültig. Nach dem amtlichen Endergebnis wurde Rajapaksa mit 6.015.934 Stimmen (57,88 %) für eine zweite Amtszeit wiedergewählt. Fonseka erhielt 4.173.185 Stimmen (40,15 %). Fonseka erklärte, dass er das Wahlergebnis nicht anerkenne und die Wahl rechtlich anfechten werde. Rajapaksa nannte seinen Sieg eine „Wahl des Volkes“ (a choice of the people) und erklärte, ein Präsident für alle sein zu wollen.

### Landesweite Ergebnisse
| Kandidat                                   | Partei                                       | Stimmen              | %       |  |
| ------------------------------------------ | -------------------------------------------- | -------------------- | ------- |  |
| Mahinda Rajapaksa                          | United People’s Freedom Alliance             | 6.015.934            | 57,88 % |  |
| Sarath Fonseka                             | New Democratic Front                         | 4.173.185            | 40,15 % |  |
| Mohomad Cassim Mohomad Ismail              | Democratic United National Front             | 39.226               | 0,38 %  |  |
| Achala Ashoka Suraweera                    | Jathika Sangwardhena Peramuna                | 26.266               | 0,25 %  |  |
| Channa Janaka Sugathsiri Gamage            | United Democratic Front                      | 23.290               | 0,22 %  |  |
| W. V. Mahiman Ranjith                      | Unabhängiger                                 | 18.747               | 0,18 %  |  |
| Panagoda Don Prince Soloman Anura Liyanage | Sri Lanka Labour Party                       | 14.220               | 0,14 %  |  |
| Sarath Manamendra                          | Nawa Sihala Urumaya                          | 9.684                | 0,09 %  |  |
| M. K. Sivajilingam                         | Unabhängiger                                 | 9.662                | 0,09 %  |  |
| Ukkubanda Wijekoon                         | Unabhängiger                                 | 9.381                | 0,09 %  |  |
| Lal Perera                                 | Our National Front                           | 9.353                | 0,09 %  |  |
| Siritunga Jayasuriya                       | United Socialist Party                       | 8.352                | 0,08 %  |  |
| Vickramabahu Karunaratna                   | Left Front                                   | 7.055                | 0,07 %  |  |
| Idroos Mohomad Ilyas                       | Unabhängiger                                 | 6.131                | 0,06 %  |  |
| Wije Dias                                  | Socialist Equality Party                     | 4.195                | 0,04 %  |  |
| Sanath Pinnaduwa                           | National Alliance                            | 3.523                | 0,03 %  |  |
| Mohamed Musthaffa                          | Unabhängiger                                 | 3.134                | 0,03 %  |  |
| Battaramulle Seelarathana Thero            | Jana Setha Peramuna                          | 2.770                | 0,03 %  |  |
| Senaratna de Silva                         | Patriotic National Front                     | 2.620                | 0,03 %  |  |
| Aruna de Zoyza                             | Ruhunu Janatha Party                         | 2.618                | 0,03 %  |  |
| Upali Sarath Kongahage                     | United National Alternative Front            | 2.260                | 0,02 %  |  |
| Muthu Bandara Theminimulla                 | Okkoma Vesiyo – Okkoma Rajavaru Sanvidhanaya | 2.007                | 0,02 %  |  |
| Gesamt                                     | Gesamt                                       | 10.393.613           |         |  |
| Registrierte Wähler                        | Registrierte Wähler                          | 14.088.500           |         |  |
| Stimmen insgesamt                          | Stimmen insgesamt                            | 10.495.451 (74,50 %) |         |  |
| Ungültige Stimmen                          | Ungültige Stimmen                            | 101.838              |         |  |
| Gültige Stimmen                            | Gültige Stimmen                              | 10.393.613           |         |  |

### Ergebnisse in den Wahlkreisen
Die folgende Tabelle enthält die offiziellen Wahlergebnisse nach Wahlkreisen. Die Wahlkreise sind bis auf Vanni und Jaffna identisch mit den Distrikten von Sri Lanka.
| Wahlbezirk     | Rajapaksa | Rajapaksa | Fonseka   | Fonseka | Andere  | Andere | Wahl- beteiligung |
| Wahlbezirk     | Stimmen   | %         | Stimmen   | %       | Stimmen | %      | Wahl- beteiligung |
| -------------- | --------- | --------- | --------- | ------- | ------- | ------ | ----------------- |
| Colombo        | 614.740   | 52,93     | 533.022   | 45,90   | 13.620  | 1,17   | 77,06             |
| Gampaha        | 718.716   | 61,66     | 434.506   | 37,28   | 12.426  | 1,07   | 79,66             |
| Kalutara       | 412.562   | 63,06     | 231.807   | 35,43   | 9.880   | 1,51   | 81,01             |
| Mahanuwara     | 406.636   | 54,16     | 329.492   | 43,89   | 14.658  | 1,95   | 78,26             |
| Matale         | 157.953   | 59,74     | 100.513   | 38,01   | 5.953   | 2,25   | 77,94             |
| Nuwara Eliya   | 151.604   | 43,77     | 180.604   | 52,14   | 14.174  | 4,09   | 77,19             |
| Galle          | 386.971   | 63,69     | 211.633   | 34,83   | 9.017   | 1,48   | 80,25             |
| Matara         | 296.155   | 65,53     | 148.510   | 32,86   | 7.264   | 1,61   | 78,60             |
| Hambantota     | 226.887   | 67,21     | 105.336   | 31,20   | 5.341   | 1,58   | 80,67             |
| Jaffna         | 44.154    | 24,75     | 113.877   | 63,84   | 20.338  | 11,40  | 25,66             |
| Vanni          | 28.740    | 27,31     | 70.367    | 66,86   | 6.145   | 5,84   | 40,33             |
| Batticaloa     | 55.663    | 26,27     | 146.057   | 68,93   | 10.171  | 4,80   | 64,83             |
| Digamadulla    | 146.912   | 47,92     | 153.105   | 49,94   | 10.171  | 4,80   | 73,54             |
| Trincomalee    | 69.752    | 43,04     | 87.661    | 54,09   | 4.659   | 2,87   | 68,22             |
| Kurunegala     | 582.784   | 63,08     | 327.594   | 35,46   | 13.515  | 1,46   | 78,62             |
| Puttalam       | 201.981   | 58,70     | 136.233   | 39,59   | 5.899   | 1,71   | 70,02             |
| Anuradhapura   | 298.448   | 66,32     | 143.761   | 31,94   | 7.829   | 1,74   | 78,35             |
| Polonnauwa     | 144.889   | 64,92     | 75.026    | 33,62   | 3.260   | 1,46   | 80,13             |
| Badulla        | 237.579   | 53,23     | 198.835   | 44,55   | 9.880   | 2,21   | 78,70             |
| Monaragala     | 158.435   | 69,01     | 66.803    | 29,10   | 4.346   | 1,89   | 77,12             |
| Ratnapura      | 377.734   | 63,76     | 203.566   | 34,36   | 11.126  | 1,88   | 81,24             |
| Kegalle        | 296.639   | 61,80     | 174.877   | 36,44   | 8.448   | 1,76   | 78,76             |
| Gesamtergebnis | 6.015.934 | 57,88     | 4.173.185 | 40,15   | 204.494 | 1,97   | 74,49             |

### Wahlkarten

Mehrheiten nach den 160 Wahlbezirken (Nummerierung in der Kartenlegende erklärt). Fonseka gewann die Mehrheit in den mehrheitlich tamilisch besiedelten Regionen, Rajapaksa erhielt die Mehrheit in den mehrheitlich singhalesischen Gebieten. Die einzige größere Ausnahme bildete die Hauptstadtregion Colombo. Mehrheit für Mahinda Rajapaksa Mehrheit für Sarath Fonseka
Mehrheiten nach den 22 Wahlkreisen (weitgehend identisch mit den Distrikten von Sri Lanka): Mehrheit für Mahinda Rajapaksa Mehrheit für Sarath Fonseka